# Liste der Straßen und Brücken in Hamburg-Kirchwerder

Lage von Kirchwerder in Hamburg und im Bezirk Bergedorf (hellrot)

Die Liste der Straßen und Brücken in Hamburg-Kirchwerder ist eine Übersicht der im Hamburger Stadtteil Kirchwerder vorhandenen Straßen und Brücken. Sie ist Teil der Liste der Verkehrsflächen in Hamburg.

## Überblick
In Kirchwerder (Ortsteilnummer 607) leben 10448 Einwohner (Stand: 31. Dezember 2023) auf 32,3 km². Kirchwerder liegt im Postleitzahlenbereich 21037.
In Kirchwerder gibt es 58 benannte Verkehrsflächen, darunter fünf Brücken. 

## Übersicht der Straßen
Die nachfolgende Tabelle gibt eine Übersicht über alle benannten Verkehrsflächen – Straßen, Plätze und Brücken – im Stadtteil sowie einige dazugehörige Informationen. Im Einzelnen sind dies:
- Name/Lage: aktuelle Bezeichnung der Straße, des Platzes oder der Brücke. Über den Link (Lage) kann die Straße, der Platz oder die Brücke auf verschiedenen Kartendiensten angezeigt werden. Die Geoposition gibt dabei ungefähr die Mitte an. Bei längeren Straßen, die durch zwei oder mehr Stadtteile führen, kann es daher sein, dass die Koordinate in einem anderen Stadtteil liegt.
- Straßenschlüssel: amtlicher Straßenschlüssel, bestehend aus einem Buchstaben (Anfangsbuchstabe der Straße, des Platzes oder der Brücke) und einer dreistelligen Nummer.
- Länge/Maße in Metern:
Hinweis: Die in der Übersicht enthaltenen Längenangaben sind nach mathematischen Regeln auf- oder abgerundete Übersichtswerte, die im Digitalen Atlas Nord[1] mit dem dortigen Maßstab ermittelt wurden. Sie dienen eher Vergleichszwecken und werden, sofern amtliche Werte bekannt sind, ausgetauscht und gesondert gekennzeichnet.
Bei Plätzen sind die Maße in der Form a × b bei rechteckigen Anlagen oder a × b × c bei dreiecksförmigen Anlagen mit a als längster Kante dargestellt.
Der Zusatz (im Stadtteil) gibt an, wie lang die Straße innerhalb des Stadtteils ist, sofern sie durch mehrere Stadtteile verläuft.
- Namensherkunft: Ursprung oder Bezug des Namens.
- Datum der Benennung: Jahr der offiziellen Benennung oder der Ersterwähnung eines Namens, bei Unsicherheiten auch die Angabe eines Zeitraums.
- Anmerkungen: Weitere Informationen bezüglich anliegender Institutionen, der Geschichte der Straße, historischer Bezeichnungen, Baudenkmale usw.
- Bild: Foto der Straße oder eines anliegenden Objektes.

| Name/Lage                          | Straßen- schlüssel | Länge/Maße (in Metern) | Namensherkunft | Datum der Benennung | Anmerkungen | Bild                                      |
| ---------------------------------- | ------------------ | ---------------------- | --- | ------------------- | --- | ----------------------------------------- |
| Achterdiekbrücke (Lage)            | –                  | 0025 (im Stadtteil)    | nach einer ortsüblichen Bezeichnung (niederdt. achtern Diek = hinterm Deich) | 1961                | nördlicher Teil in Neuengamme, überquert die Gose-Elbe | Achterdiekbrücke                          |
| Alte Twiete (Lage)                 | A133               | 0165 (im Stadtteil)    | nach einer ortsüblichen Bezeichnung (Twiete = Verbindungsweg zwischen zwei Straßen)                                                                                             | 1950                | östlich der Gose-Elbe in Neuengamme | Alte Twiete (Hamburg-Kirchwerder)         |
| Auf dem Sülzbrack (Lage)           | A505               | 0840                   | vermutlich nach einem ehemals dort wohnhaft gewesenen Sülzmeister Lüdke Töbing                                                                                                  | 1925                | | Auf dem Sülzbrack                         |
| Beim Sandbrack (Lage)              | B891               | 0195                   | nach dem nahegelegenen Sandbrack | 2004                | | Beim Sandbrack                            |
| Bodo-Sellhorn-Weg (Lage)           | B888               | 0330                   | Bodo Sellhorn (1932–2007), Architekt, in den Vierlanden aufgewachsen | 2014                | Sellhorn investierte in den 1990er-Jahren in das damals marode Zollenspieker Fährhaus, einem Gasthaus an der Elbe; nur Fußweg | Bodo-Sellhorn-Weg                         |
| Christopher-Harms-Weg (Lage)       | C092               | 0160                   | Christopher Harms (1908–1982), Schuhmachermeister in Kirchwerder, bestimmte testamentarisch die Gründung einer Stiftung für benachteiligte Kinder in den Vier- und Marschlanden | 2003                | | Christopher-Harms-Weg                     |
| Deichvogt-Peters-Straße (Lage)     | D063               | 0240                   | Peter Peters (1855–1941), Deichvogt und Hufner | 1948                | | Deichvogt-Peters-Straße                   |
| Durchdeich (Lage)                  | D231               | 2430                   | nach seinem Verlauf durch das westliche Kirchwerder | ca. 1570            | erste Deichanlage im Gebiet Kirchwerder/Ochsenwerder | Durchdeich (Hamburg-Kirchwerder)          |
| Fersenweg (Lage)                   | F094               | 5920                   | nach einer alten Flurbezeichnung aus dem 17. Jahrhundert | 1950                | | Fersenweg                                 |
| Freegen (Lage)                     | F329               | 0245                   | nach einem Flurnamen (niederdt. Freegen = Einfriedung) | 1983                | | Freegen                                   |
| Freegenweg (Lage)                  | F338               | 0150                   | in Anlehnung an die Straße Freegen | 1999                | | Freegenweg                                |
| Fritz-Bringmann-Ring (Lage)        | F359               | 0690                   | Fritz Bringmann (1918–2011), Klempner, kommunistischer Widerstandskämpfer gegen den Nationalsozialismus                                                                         | 2016                | Die erst Mitte Mai 2016 benannte Straße in einem Neubaugebiet erhielt zunächst den Namen Irmgard-Pietsch-Ring, aufgrund der unklaren NS-Vergangenheit der Vierländer Landwirtin und Mitbegründerin des Deutschen Landfrauenverbandes erfolgte bereits sechs Monate später die Umbenennung.; im Februar 2018 wurde die Straße zum 100. Geburtstag Bringmanns offiziell eingeweiht | Fritz-Bringmann-Ring                      |
| Heinrich-Osterath-Straße (Lage)    | H301               | 3690                   | Heinrich Osterath (1870–1955), von 1904 bis 1935 Baumeister der Landherrenschaft der Marschlande                                                                                | 1934                | | Heinrich-Osterath-Straße                  |
| Heinrich-Stubbe-Brücke ()          | –                  | 0010 (im Stadtteil)    | in Anlehnung an den Heinrich-Stubbe-Weg | 1961                | östlicher Teil in Neuengamme; überquert im Zuge des Heinrich-Stubbe-Wegs die Gose-Elbe | Heinrich-Stubbe-Brücke                    |
| Heinrich-Stubbe-Weg ()             | H304               | 0050 (im Stadtteil)    | Heinrich Stubbe (1864–1941), Tischler und Bürgerschaftsabgeordneter und Senator der SPD                                                                                         | 1946                | östlich der Heinrich-Stubbe-Brücke in Neuengamme | Heinrich-Stubbe-Weg (Hamburg-Kirchwerder) |
| Helltwiete (Lage)                  | H334               | 0245                   | nach einer alten Flurbezeichnung | vor 1938            | | Helltwiete                                |
| Homannring (Lage)                  | H802               | 0580                   | nach der Familie Homann, den Vorbesitzern des Geländes | 1992                | | Homannring                                |
| Hower Brack (Lage)                 | H710               | 0450                   | nach der Lage am Brack des Kirchwerder Ortsteils Howe | 1970                | | Hower Brack                               |
| Hower Hauptdeich (Lage)            | H711               | 2320                   | nach seiner Lage im Kirchwerder Ortsteil Howe | 1970                | | Hower Hauptdeich                          |
| In de Wisch (Lage)                 | I078               | 0355                   | nach einer Flurbezeichnung (niederdt. Wisch = Wiese) | vor 1962            | | In de Wisch                               |
| Johannssenstegel (Lage)            | J123               | 0070                   | nach einer dort ansässigen Bauernfamilie Johannssen; Stegel ist das Diminutiv von Steg                                                                                          | 1977                | | Johannssenstegel                          |
| Karkenland (Lage)                  | K631               | 0320                   | nach der Lage auf kirchlichem Gebiet (niederdt. Kark = Kirche) | 2003                | | Karkenland                                |
| Kirchenheerweg (Lage)              | K186               | 2725                   | benannt nach dem alten Heerweg zwischen Zollenspieker und Bergedorf | 1895                | | Kirchenheerweg                            |
| Kirchenheerwegbrücke (Lage)        | –                  | 0015                   | in Anlehnung an den Kirchenheerweg | 1955                | überquert im Zuge des Kirchenheerwegs den südlichen Kirchwerder Sammelgraben | Kirchenheerwegbrücke                      |
| Kirchwerder Elbdeich (Lage)        | K199               | 2810                   | nach seiner Lage im Stadtteil | vor 1948            | Teil der Deichanlage an der Elbe | Kirchwerder Elbdeich                      |
| Kirchwerder Hausdeich (Lage)       | K200               | 5580                   | nach seiner Lage im Stadtteil | 1947                | Teil der Deichanlage an der Gose-Elbe | Kirchwerder Hausdeich                     |
| Kirchwerder Landweg (Lage)         | K201               | 3610 (im Stadtteil)    | nach seiner Lage im Stadtteil | 1903                | Verbindungsweg von Neuengamme zur Elbe; nördlich der Gose-Elbe in Neuengamme | Kirchwerder Landweg (Hamburg-Kirchwerder) |
| Kirchwerder Landwegbrücke (Lage)   | –                  | 0020 (im Stadtteil)    | in Anlehnung an den Kirchwerder Landweg | 1961                | überquert als Teil des Kirchwerder Landwegs die Gose-Elbe; nördlicher Teil in Neuengamme | Kirchwerder Landwegbrücke                 |
| Kirchwerder Marschbahndamm (Lage)  | K594               | 9740                   | nach der Lage im Stadtteil | 1986                | | Kirchwerder Marschbahndamm                |
| Kirchwerder Mühlendamm (Lage)      | K202               | 1585                   | nach seiner Lage im Stadtteil | 1948                | führt zur Riepenburger Mühle | Kirchwerder Mühlendamm                    |
| Kirchwerder Schulweg (Lage)        | K203               | 0350                   | nach der Lage im Stadtteil | 1948                | | Kirchwerder Schulweg                      |
| Koopmanns Eck (Lage)               | K626               | 0125                   | nach dort ansässigen Geschäften (niederdt. Koopmann = Kaufmann) | 1999                | | Koopmanns Eck                             |
| Kraueler Hauptdeich (Lage)         | K537               | 3020 (im Stadtteil)    | nach der Lage und Bestimmung im Kirchwerder Ortsteil Krauel | 1970                | nördlicher Teil etwa ab Höhe des Kiebitzbracks in Neuengamme | Kraueler Hauptdeich (Hamburg-Kirchwerder) |
| Krummer Hagen (Lage)               | K466               | 0520                   | nach einer Flurbezeichnung; ein Hagen ist ein eingefriedetes Stück Land | 1922                | | Krummer Hagen                             |
| Kuwerdamm (Lage)                   | K527               | 0195                   | vermutlich von „Kurdamm“ abgewandelt, einem vorläufigen Deich um ein neu entstandenes Brack                                                                                     | 1950                | | Kuwerdamm                                 |
| Lauweg (Lage)                      | L333               | 0510                   | Sophus August Christian Lau (1853–1934), von 1881 bis 1912 Pastor in Kirchwerder                                                                                                | 1970                | | Lauweg                                    |
| Mette-Harden-Straße (Lage)         | M426               | 0190                   | Mette Harden (* um 1570; † nach 1612), ehemals im Kirchwerder Ortsteil Sande wohnhaft, 1612 der Hexerei angeklagt                                                               | 1995                | | Mette-Harden-Straße                       |
| Neesentwiete (Lage)                | N022               | 0225                   | nach dem Weg zu einem „Neesen“ genannten Entwässerungsgraben | 1957                | | Neesentwiete                              |
| Norderquerweg (Lage)               | N157               | 2010                   | nach der Lage im nördlichen Teil Kirchwerders | 1950                | | Norderquerweg                             |
| Ochsenwerder Elbdeich (Lage)       | O015               | 0030 (im Stadtteil)    | nach der Lage und der Bestimmung | 1910                | lt. Straßen- und Gebietsverzeichnis nur in Ochsenwerder; lt. Grundkarte südlich von Haus Nr. 363 bis Ende östliche Straßenhälfte in Kirchwerder | Ochsenwerder Elbdeich                     |
| Ochsenwerder Landscheideweg (Lage) | O017               | 0890 (im Stadtteil)    | nach der dort verlaufenden Land-Wasser-Scheide | 1948                | zwischen Haus-Nr. 216 und 280 nördlicher Straßenteil in Kirchwerder, südlich davon bis zum Ende gänzlich in Kirchwerder, ansonsten in Ochsenwerder | Ochsenwerder Landscheideweg               |
| Op den Hoogen (Lage)               | O217               | 0385                   | nach dem Volksmund entstanden, mit Bezug auf die durch Sandgewinnung unterschiedlichen Geländehöhen                                                                             | 2003                | | Op den Hoogen                             |
| Ost-Kraueler Bogen (Lage)          | O181               | 0225                   | nach der Lage und dem Verlauf im Kirchwerder Ortsteil Krauel | 1970                | Teil des Elbdeichs | Ost-Kraueler Bogen                        |
| Overwerder Bogen (Lage)            | O175               | 1165 (im Stadtteil)    | nach einem Flurnamen | 1967                | nördlicher Teil ab Südende des Hohendeicher Sees in Ochsenwerder | Overwerder Bogen                          |
| Overwerder Hauptdeich (Lage)       | O182               | 0260 (im Stadtteil)    | nach einem Flurnamen und der Bestimmung | 1970                | nördlicher Teil ab Südende des Hohendeicher Sees in Ochsenwerder | Overwerder Hauptdeich                     |
| Overwerder Weg (Lage)              | O176               | 0225                   | nach einem Flurnamen | 1967                | | Overwerder Weg                            |
| Ribenweg (Lage)                    | R176               | 0=500                  | nach dem Rittergeschlecht Ribe und der 1420 zerstörten Ribenburg | 1922                | | Ribenweg                                  |
| Sander Deichweg (Lage)             | S837               | 0=145                  | nach dem nach Lohbrügge eingemeindeten Dorf Sande | 1970                | | Sander Deichweg                           |
| Sporthallenweg (Lage)              | S932               | 0155                   | nach der Lage an der Sporthalle | 1998                | | Sporthallenweg                            |
| Süderquerweg (Lage)                | S786               | 7310                   | nach der Lage im südlichen Teil Kirchwerders | 1950                | | Süderquerweg                              |
| Sülzbrackring (Lage)               | S875               | 0425                   | in Anlehnung an die Straße Auf dem Sülzbrack | 1977                | | Sülzbrackring                             |
| Warwischer Hauptdeich (Lage)       | W434               | 2190                   | nach der Lage und der Bestimmung im Kirchwerder Ortsteil Warwisch | 1970                | | Warwischer Hauptdeich                     |
| Warwischer Hinterdeich (Lage)      | W435               | 1945                   | nach der Lage und der Bestimmung im Kirchwerder Ortsteil Warwisch | 1970                | | Warwischer Hinterdeich                    |
| West-Kraueler Bogen (Lage)         | W436               | 0500                   | nach der Lage und dem Verlauf im Kirchwerder Ortsteil Krauel | 1970                | | West-Kraueler Bogen                       |
| Wrauster Bogen (Lage)              | W437               | 0910                   | nach der Lage und dem Verlauf im Kirchwerder Ortsteil Wraust; seit 1362 als „De Wro“ bezeichnet, mundartlich für eine abgelegene Stelle                                         | 1970                | Teil des Elbdeichs | Wrauster Bogen                            |
| Wulffsbrücke (Lage)                | W410               | 0170 (im Stadtteil)    | Ernst Wulff (1848–1917), Gemeindevorsteher, Initiator des Brückenbaus | 1929                | nordöstlicher Teil in Reitbrook, überquert die Gose-Elbe | Wulffsbrücke (Hamburg-Kirchwerder)        |
| Zollenspieker-Hauptdeich (Lage)    | Z071               | 3580                   | nach Lage und Bestimmung im Kirchwerder Ortsteil Zollenspieker | 1970                | Teil des Elbdeichs | Zollenspieker-Hauptdeich                  |
| Zweiter Fersenweg (Lage)           | Z064               | 0280                   | in Anlehnung an den Fersenweg | 1922                | Wirtschaftsweg für anliegende Ländereien | Zweiter Fersenweg                         |